# Brereton Hall
Brereton Hall est une maison de campagne au nord du village de Brereton Green, à côté de l'église St Oswald, dans la paroisse civile de Brereton, Cheshire, Angleterre. Il est inscrit sur la liste du patrimoine national de l'Angleterre en tant que bâtiment classé Grade I.

## Histoire
Le manoir de Bretune est répertorié dans le Domesday Book. La maison est de 1586, la date inscrite au-dessus de l'entrée . Elle est construite pour Sir William Brereton (1550–1631), créé baron Brereton de Leighlin, Co. Carlow en 1624 . Un portrait de Sir William, daté de 1579, avec un camée de la reine Élisabeth dans sa casquette, se trouve au Detroit Institute of Arts.
William Brereton (3e baron Brereton) (1631–1679) est membre original de la Royal Society le 22 avril 1663 . Son fils cadet, Francis, 5e Lord Brereton, est mort célibataire en 1722, mettant fin à la lignée masculine de la famille Brereton.
La maison passe à la famille Bracebridge  et comme Bracebridge Hall est relocalisée dans le Yorkshire, elle figure dans une fiction historique de Washington Irving . En 1817, elle est achetée par un industriel de Manchester, John Howard. Il fait des modifications en 1829 à l'extérieur et à l'intérieur dans le style Régence . D'autres modifications sont apportées à la fin du XIXe siècle. Au XXe siècle, c'est un pensionnat pour filles. Après sa fermeture en juillet 1992, c'est la retraite d'une pop star qui fait construire un studio d'enregistrement à l'arrière. Depuis 2005, c'est une maison familiale privée et n'est pas ouverte au public .

## Architecture

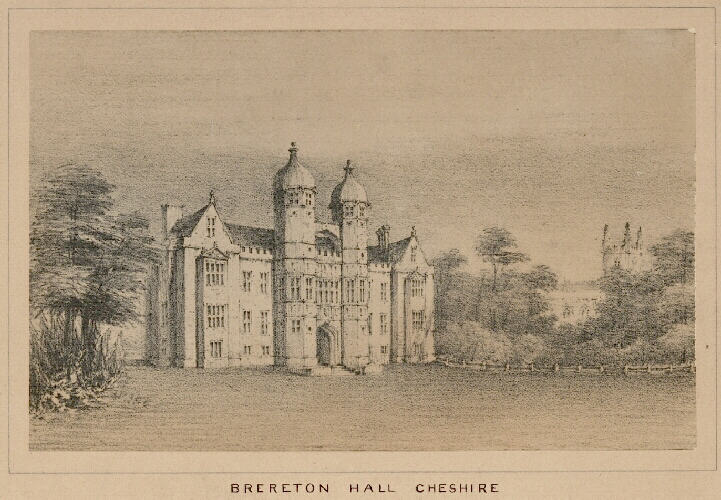
Brereton Hall avant 1829 montrant les coupoles qui ont ensuite été remplacées par des créneaux

La maison est construite sur le modèle du siège de la famille Savage Rocksavage et fait partie d'un genre de splendides maisons élisabéthaines et jacobines construites pour l'affichage dynastique appelées " maisons prodiges " . Elle est construite en brique avec des pansements en pierre, anciennement en plan E, dont l'aile centrale est démolie et remplacée par une véranda du XIXe siècle. La gamme avant a un toit en plomb; les ailes croisées sont couvertes d'ardoises. La rangée avant a un sous-sol et deux étages avec une porte centrale à tourelle. Les tourelles octogonales sont reliées par un pont et sont crénelées (avant 1829 elles étaient surmontées de coupoles).
Au-dessus de l'entrée se trouvent les armes royales d'Élisabeth Ire dans un panneau, qui sont flanqués de la rose Tudor et de la herse de Beaufort. Au-delà de l'entrée se trouve un hall inférieur et un grand escalier menant à une longue galerie qui longe la façade de la maison. Cela mène au salon qui contient une frise avec près de 50 armoiries et une cheminée sculptée de l'emblème de Brereton, un ours muselé. Deux cheminées d'ailleurs sont sculptées à la manière serlienne. L'ancien bureau du 2e Lord Brereton contient une cheminée en albâtre richement sculptée .